# Kasteel Ter Meeren (Sterrebeek)

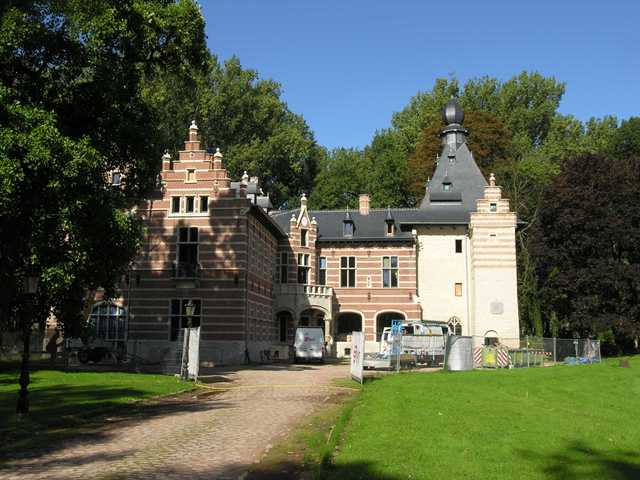
Kasteel Ter Meeren in Sterrebeek

Het Kasteel Ter Meeren is een Belgisch kasteel gelegen ten zuidwesten van het centrum van Sterrebeek, voormalige gemeente en sinds 1977 deelgemeente van Zaventem. Het bouwwerk ligt in een domein aan de Mechelsesteenweg. 

## Geschiedenis
Het kasteel, voor het eerst vermeld in 1381, was de zetel van de heerlijkheden Zaventem en Sterrebeek. Het is een geheel in baksteen en natuursteen gebouwd aan een vierkanten (8,5 x 8,5 m) donjon uit de 14e eeuw, in de 16e of begin 17e eeuw uitgebreid met een traptoren en een woonvleugel in L-vorm met huiskapel.
In 1605 werd het aangekocht door Ferdinand van Boisschot, van 1626 tot 1650 kanselier van het hertogdom Brabant. Van Boisschot werd in 1621 in de adelstand verheven als Ridder van de militaire orde van Sint Jacob, werd Baron van Saventhem, en verwierf onder meer de heerlijkheid van Sterrebeek. Onder de latere eigenaars van het goed behoren alvast de Königsegg-Rothenfels, de familie Maes, heren van Ophem, de Rykewaert (1645), de van den Broeck en vanaf 1745 komt het goed in eigendom van het geslacht de Fierlant.
Het werd in 1866 in historische stijl gerestaureerd, heringericht en gevoelig uitgebreid met een vergroting van de kapel aan de koorzijde en een ontdubbeling van de zuidwestvleugel, met een hoektoren als pendant voor de donjon aan de overzijde. Van aan het kasteel werd een nog deels bewaarde dreef aangelegd die recht naar de Sint-Pancratiuskerk, de parochiekerk van Sterrebeek voert. Rond het kasteel werd in 1865 een romantisch park aangelegd. Deze verbouwingen werden geleid door de Antwerpse architect-archeoloog Joseph Schadde (1818-1894) en dit in opdracht van baron Aloïs de Fierlant (1828-1898). De Fierlant was burgemeester van Sterrebeek en had een uitbreiding op zijn baronstitel voor alle nakomelingen in 1871 verkregen. De Fierlant bewoonde het goed met zijn echtgenote Alix Malou, dochter van senator Edouard Malou. 
Eind 19e eeuw werd het goed verkocht aan Auguste Braun (1856-1945), advocaat bij het Hof van Cassatie.
Eind 2000 werd het kasteel verkocht aan Walter De Brouwer die het kasteel met bijgebouwen en park historisch wou reconstrueren, maar hij stelde het al na 2 jaar opnieuw te koop. In 2002 werd het onder opschortende voorwaarden verkocht aan de Montessori School, maar die verkoop ging uiteindelijk niet door, waarna het goed verkocht werd om er een filmschool in onder te brengen, plannen die nooit gerealiseerd werden.
Begin 21e eeuw kwam het kasteel in handen terecht van de Russische oligarch Vladimir Scherbakov (1959-2017) en zijn echtgenote Elena.. Het koppel liet het kasteel gedeeltelijk restaureren in de periode 2010-2015 met een budget van 19,5 miljoen euro door de firma ARCH & TECO. Scherbakov werd op 10 juni 2017 opgehangen teruggevonden in het kasteel; zelfmoord volgens het politie-onderzoek. Het kasteel is nu in handen van twee van zijn kinderen, stond in 2021 samen met het domein terug te koop met een vraagprijs van 10 miljoen euro, maar wordt verloederd.

## Kasteelpark
Het park aangelegd in 1865 is sinds 11 juli 1974 beschermd als cultuurhistorisch landschap. Het 14e eeuw kasteel en de "aanhorigheden" (het bijbehorende wagenhuis, de stalvleugel, hovenierswoning, tuinhuisje, tuinpaviljoen, een gietijzeren boogbrug over een vijver en een ijskelder) is sinds 12 juni 2001 beschermd als monument van onroerend erfgoed, het hele domein werd beschermd op 5 oktober 2009.